# José Campos Rodríguez (futbolista nacido en 1923)
José Campos Rodríguez (La Línea de la Concepción, Cádiz, España, 10 de febrero de 1923) es un exfutbolista español que se desempeñaba como delantero. Es el padre del también futbolista José Miguel Campos.

## Clubes
| Club          | País   | Año       |
| ------------- | ------ | --------- |
| Sevilla F. C. | España | 1942-1953 |